# Next Generation ATP Finals 2017
Next Generation ATP Finals 2017 představoval jeden ze dvou závěrečných tenisových turnajů mužské profesionální sezóny 2017 pro sedm nejvýše postavených mužů do 21 let věku ve dvouhře žebříčku ATP (Emirates ATP Race to Milan) a jednoho hráče startujícího na divokou kartu. Druhou závěrečnou událostí se stal navazující Turnaj mistrů hraný v Londýně.
Premiérový ročník se odehrával ve dnech 7. až 11. listopadu 2017 v italském Miláně. Dějištěm konání byla hala Fieramilano, součást výstaviště Fiera Milano, s instalovaným dvorcem s tvrdým povrchem. Celková dotace i prize money činily 1 275 000 amerických dolarů a hráči neobdrželi žádné body do žebříčku ATP.
Formát téměř kopíroval složení Turnaje mistrů, s dvěma čtyřčlennými skupinami, z nichž první dva postoupili do semifinále. Vítězové semifinálových duelů se střetli ve finále a na poražené čekal zápas o třetí místo.
Debutový titul kariéry si připsal 21letý Jihokorejec Čong Hjon, když vyhrál všech pět soutěžních duelů.

## Inovace pravidel
Do turnaje byla zavedena inovovaná pravidla. Hrálo se tak dle formátu rychlého tenisu Fast4 se sety na čtyři gamy, bez výhod v jejich průběhu a s pokračováním výměny po doteku míče na podání. K výhře bylo potřeba tří vítězných sad. Časomíra na dvorci zajistila rozehrání výměny podáním do 25 sekund od zahlášení stavu rozhodčím. Soupeři měli povolenou maximálně jednu zdravotní přestávku (medical timeout) na zápas a omezeno bylo koučování ze strany trenérů. Publikum se smělo při zápase pohybovat, vyjma prostoru kolem základních čar. Novinkou se také stalo elektronické hlášení autů systémem jestřábího oka, s možností hráčovy výzvy a kontroly na obrazovce při zahlášení přešlapu nohou na servisu (foot fault).

## Finanční odměny
| Finanční odměny                                                                                        | Finanční odměny |
| Fáze                                                                                                   | dvouhra         |
| --- | --------------- |
| neporažený vítěz                                                                                       | 390 000 $       |
| bonus neporaženého vítěze                                                                              | 25 000 $        |
| vítěz                                                                                                  | 225 000 $       |
| finalista                                                                                              | 125 000 $       |
| 3. místo                                                                                               | 75 000 $        |
| 4. místo                                                                                               | 50 000 $        |
| za každou výhru v ZS                                                                                   | 30 000 $        |
| startovné                                                                                              | 50 000 $        |
| náhradník                                                                                              | 15 000 $        |
| Poznámky                                                                                               |                 |
| - částky uváděny v amerických dolarech ($) - celkový rozpočet 1 275 000 dolarů - ZS – základní skupina |                 |

## Kvalifikační kritéria
Sedm tenistů ve věku do 21 let získalo pozvání na základě nejvyššího postavení v singlovém žebříčku ATP, počítaném od ledna daného roku – Emirates ATP Race to Milan. Osmé místo bylo uděleno ve formě divoké karty. Věkově způsobilými tak byli tenisté narození v roce 1996 a později.
Nejmladším účastníkem se stal 18letý Kanaďan Denis Shapovalov, jakožto jediný teenager v soutěži. Z turnaje se odhlásila německá světová čtyřka Alexander Zverev, která se kvalifikovala na navazující Turnaj mistrů a v Miláně odehrála pouze exhibiční zápas.
| Konečný žebříček Emirates ATP Race to Milan (30. října 2017) | Konečný žebříček Emirates ATP Race to Milan (30. října 2017) | Konečný žebříček Emirates ATP Race to Milan (30. října 2017) | Konečný žebříček Emirates ATP Race to Milan (30. října 2017) | Konečný žebříček Emirates ATP Race to Milan (30. října 2017) | Konečný žebříček Emirates ATP Race to Milan (30. října 2017) |
| Poř.                                                         | ATP                                                          | hráč                                                         | body                                                         | turnajů                                                      | rok narození                                                 |
| ------------------------------------------------------------ | ------------------------------------------------------------ | ------------------------------------------------------------ | ------------------------------------------------------------ | ------------------------------------------------------------ | ------------------------------------------------------------ |
| 1.                                                           | 4.                                                           | Alexander Zverev (GER)                                       | 4 490                                                        | 23                                                           | 1997                                                         |
| 2.                                                           | 35.                                                          | Andrej Rubljov (RUS)                                         | 1 219                                                        | 21                                                           | 1997                                                         |
| 3.                                                           | 44.                                                          | Karen Chačanov (RUS)                                         | 1 045                                                        | 27                                                           | 1996                                                         |
| 4.                                                           | 49.                                                          | Denis Shapovalov (CAN)                                       | 971                                                          | 22                                                           | 1999                                                         |
| 5.                                                           | 51.                                                          | Borna Ćorić (CRO)                                            | 931                                                          | 27                                                           | 1996                                                         |
| 6.                                                           | 54.                                                          | Jared Donaldson (USA)                                        | 890                                                          | 27                                                           | 1996                                                         |
| 7.                                                           | 55.                                                          | Čong Hjon (KOR)                                              | 805                                                          | 20                                                           | 1996                                                         |
| 8.                                                           | 63.                                                          | Daniil Medveděv (RUS)                                        | 772                                                          | 25                                                           | 1996                                                         |
| Divoká karta                                                 |                                                              |                                                              |                                                              |                                                              |                                                              |
| 56.                                                          | 294.                                                         | Gianluigi Quinzi (ITA)                                       | 138                                                          | 11                                                           | 1996                                                         |
| Náhradníci                                                   |                                                              |                                                              |                                                              |                                                              |                                                              |
| 9.                                                           | 78.                                                          | Frances Tiafoe (USA)                                         | 662                                                          | 25                                                           | 1998                                                         |
| 10.                                                          | 89.                                                          | Stefanos Tsitsipas (GRE)                                     | 606                                                          | 30                                                           | 1998                                                         |
| skupina A skupina B náhradník kvalifikován, odhlášen         |                                                              |                                                              |                                                              |                                                              |                                                              |

## Kontroverze
Mediální pozornost na sebe upoutalo rozlosování, když pobuřující reakce obviňovaly pořadatele ze sexismu a návratu do 70. let dvacátého století. Při losu do skupin si hráči podle vlastního vkusu vybírali modelky, které odhalovaly písmena skupin připevněná na různých částech těla. Amélie Mauresmová vystoupení nazvala ostudným, bývalá kapitánka britského fedcupového týmu Judy Murrayová jej charakterizovala jako odporné a francouzská tenistka Alizé Cornetová v tvítu sarkasticky uvedla: „Dobrá práce ATP. Tohle tedy má být ten futuristický projekt, jo? Vracíme se k nule.“ Asociace tenisových profesionálů (ATP) spolu s promotérem akce, firmou Red Bull, následně vyjádřily omluvu a zdůvodnily zvolenou formu snahou připomenout, že Milán představuje jedno ze světových center módy.

## Přehled zápasů

### Exhibiční zápasy
- 7. listopadu 2017:  Alexander Zverev vs.  Stefanos Tsitsipas, 4–2, 4–3(7–4)
- 11. listopadu 2017:  Daniil Medveděv vs.  Ross Hutchins, neodehráno

### Mužská dvouhra
Finále
- 11. listopadu 2017:  Čong Hjon vs.  Andrej Rubljov, 3–4(5–7), 4–3(7–2), 4–2, 4–2

Zápas o 3. místo
- 11. listopadu 2017:  Daniil Medveděv vs.  Borna Ćorić, bez boje